# Ellenállás-távolság
A matematika, azon belül a gráfelmélet területén egy G összefüggő egyszerű gráf két csúcsa közötti ellenállás-távolság (resistance distance) értéke megegyezik a két csúcsnak megfelelő két pont közötti elektromos ellenállással, abban az elektromos hálózatban, mely a G gráfból állítható elő az élek 1 ohmos ellenállásra való cseréjével. Az ellenállás-távolság a gráfokon értelmezett metrika.

## Definíció
G gráf vi és vj csúcsai közötti Ωi,j ellenállás-távolság értéke:
{\displaystyle \Omega _{i,j}:=\Gamma _{i,i}+\Gamma _{j,j}-\Gamma _{i,j}-\Gamma _{j,i},}
ahol Γ a G Laplace-mátrixának Moore–Penrose-inverze.

## Tulajdonságok
Ha i = j, akkor
{\displaystyle \Omega _{i,j}=0.}
Irányítatlan gráf esetén
{\displaystyle \Omega _{i,j}=\Omega _{j,i}=\Gamma _{i,i}+\Gamma _{j,j}-2\Gamma _{i,j}.}

### Általános összegzési szabály
Bármely N-csúcsú, G = (V, E) összefüggő egyszerű gráf és tetszőleges N×N méretű M mátrix esetében:
{\displaystyle \sum _{i,j\in V}(LML)_{i,j}\Omega _{i,j}=-2\operatorname {tr} (ML).}
Ebből az általánosított összegzési szabályból több összefüggés levezethető M megválasztásától függően. Két figyelmet érdemlő közülük:
{\displaystyle {\begin{aligned}\sum _{(i,j)\in E}\Omega _{i,j}&=N-1\\\sum _{i<j\in V}\Omega _{i,j}&=N\sum _{k=1}^{N-1}\lambda _{k}^{-1}\end{aligned}}}
ahol {\displaystyle \lambda _{k}} a Laplace-mátrix nemnulla sajátértékeit jelenti. Ezt az Σi<jΩi,j összeget nevezik a gráf Kirchhoff-indexének.

### Kapcsolat a gráf feszítőfáinak számával
A G = (V, E) egyszerű összefüggő gráfban két csúcs ellenállás-távolsága kifejezhető T feszítőfái halmazának függvényeként, a következőképpen:
{\displaystyle \Omega _{i,j}={\begin{cases}{\frac {\left|\{t:t\in T,e_{i,j}\in t\}\right\vert }{\left|T\right\vert }},&(i,j)\in E\\{\frac {\left|T'-T\right\vert }{\left|T\right\vert }},&(i,j)\not \in E\end{cases}}}
ahol {\displaystyle T'} a {\displaystyle G'=(V,E+e_{i,j})} gráf feszítőfáinak halmaza.

### Az euklideszi távolság négyzeteként
Mivel az {\displaystyle L} Laplace-mátrix szimmetrikus és pozitív szemidefinit, pszeudoinverze, {\displaystyle \Gamma } szintén szimmetrikus és pozitív szemidefinit. Tehát létezik olyan {\displaystyle K}, melyre {\displaystyle \Gamma =KK^{\textsf {T}}}, így leírható:
{\displaystyle \Omega _{i,j}=\Gamma _{i,i}+\Gamma _{j,j}-\Gamma _{i,j}-\Gamma _{j,i}=K_{i}K_{i}^{\textsf {T}}+K_{j}K_{j}^{\textsf {T}}-K_{i}K_{j}^{\textsf {T}}-K_{j}K_{i}^{\textsf {T}}=\left(K_{i}-K_{j}\right)^{2},}
ami megmutatja, hogy az ellenállás-távolság négyzetgyöke megfelel a {\displaystyle K} által kifeszített térbeli euklideszi távolságnak.

### Fibonacci-számokkal való kapcsolata
Egy legyezőgráf olyan, {\displaystyle n+1} csúcsú gráf, melyben az {\displaystyle i} csúcs és az {\displaystyle n+1} csúcs között él húzódik minden {\displaystyle i=1,2,3,...n,} értékre, továbbá az {\displaystyle i} és {\displaystyle i+1} csúcs között minden {\displaystyle i=1,2,3,...,n-1} értékekre.
Az {\displaystyle n+1} csúcs és {\displaystyle i\in \{1,2,3,...,n\}} csúcs közötti ellenállás-távolság éppen {\displaystyle {\frac {F_{2(n-i)+1}F_{2i-1}}{F_{2n}}}}, ahol {\displaystyle F_{j}} a {\displaystyle j}-edik Fibonacci-szám {\displaystyle j\geq 0}-ra.

## Fordítás
- Ez a szócikk részben vagy egészben a Resistance distance című angol Wikipédia-szócikk ezen változatának fordításán alapul.  Az eredeti cikk szerkesztőit annak laptörténete sorolja fel. Ez a jelzés csupán a megfogalmazás eredetét és a szerzői jogokat jelzi, nem szolgál a cikkben szereplő információk forrásmegjelöléseként.